# Lee Mi-Ja
Lee Mi-Ja, född den 6 september 1963, är en sydkoreansk basketspelare som var med och tog OS-silver 1984 i Los Angeles. Detta var Sydkoreas första medalj i de olympiska baskettävlingarna. Hon är 175 centimeter lång.